# Ectoconus
Ectoconus és un mamífer extint que visqué a Nord-amèrica durant el Paleocè inferior, només un milió d'anys després de l'extinció dels dinosaures.
De la mida d'una ovella, aquest animal era un dels mamífers més grossos de la seva època. Tenia un aspecte vagament similar al dels gossos, amb un cos robust però no excessivament massís i un cap llarg dotat de dents fortes. Les potes, robustes i relativament llargues, tenien cinc urpes similars a peülles, una característica primitiva. La cua era gairebé tan llarga com la resta del cos i molt pesant; segurament era arrossegada per terra. Probablement era un animal omnívor que s'alimentava de petits animals, però sobretot de fulles.